# NGC 1981
NGC 1981 is een open sterrenhoop in het sterrenbeeld Orion, op 1 graad ten noorden van Messier 42, de Orionnevel. Het hemelobject NGC 1981 werd op 4 januari 1827 ontdekt door de Britse astronoom John Herschel. Door de schaarste aan sterren is NGC 1981 eerder een telescopisch asterisme dan een open sterrenhoop. Sommige astronomen vergelijken de vorm van NGC 1981 met deze van een alligator of krokodil.

## Synoniemen
- OCL 525